# 克里斯·霍普金斯

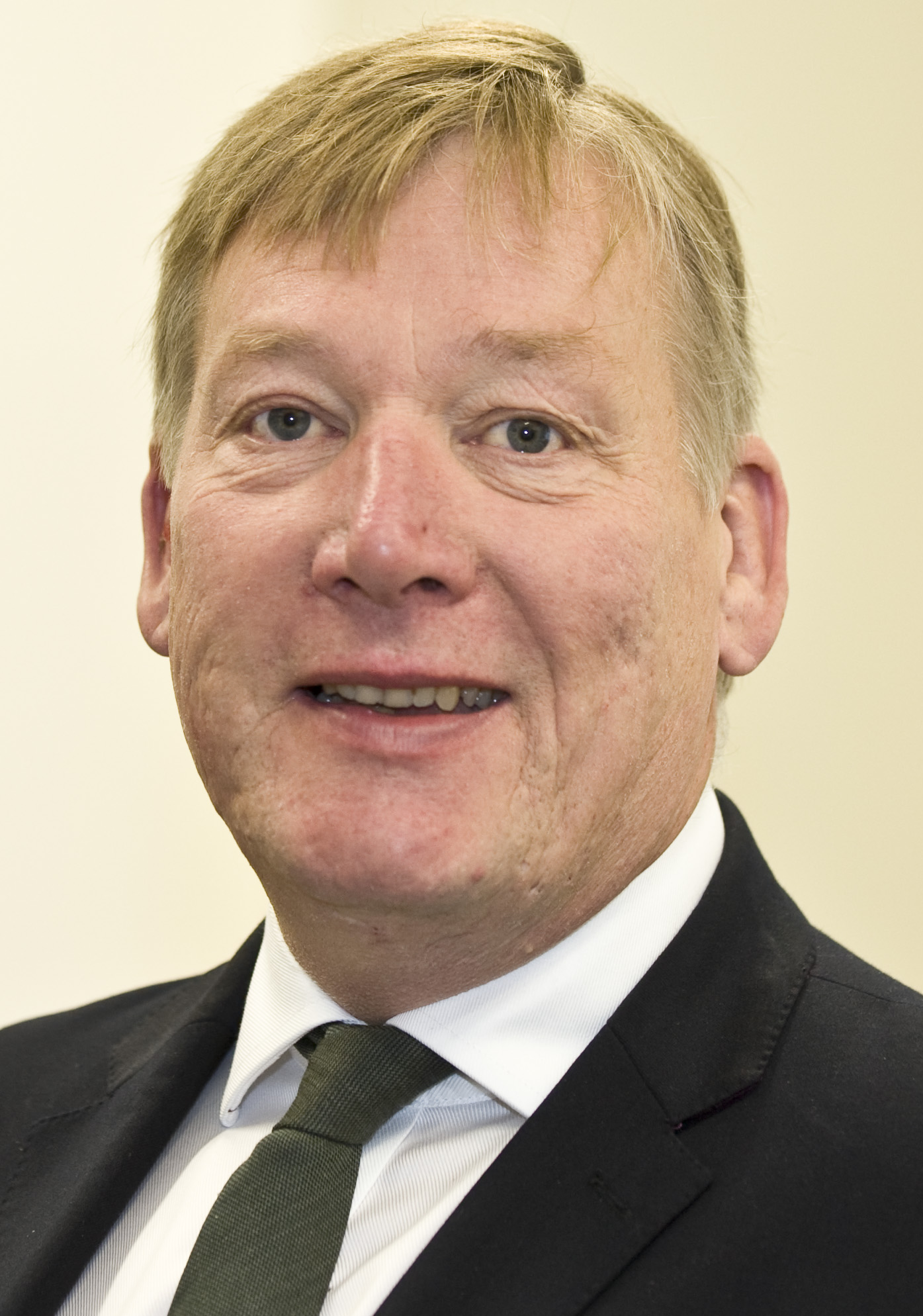

克里斯·霍普金斯（1963年6月8日—）是一位英格蘭政治人物，他的黨籍是保守黨。自2010年開始，他擔任基斯利選區選出的英國下議院議員。在從政之前他曾在英軍服役。